# Orden de la Reina Salote Tupou III
La Ilustrísima Orden de la Reina Salote Tupou III  es una orden de caballería del Reino de Tonga otorgada como la principal recompensa civil por servicios personales meritorios para el soberano. Por encima de todo, se entrega como una Orden familiar para familias reales de Tonga y extranjeras.

## Historia
La Orden fue establecida el 28 de junio de 2008 por Su Majestad el Rey Jorge Tupou V para conmemorar a la gran figura de su abuela, la reina Carlota (Salote) Tupou III, quien, durante los casi cincuenta años de su gobierno (5 de abril de 1918 - 16 de diciembre de 1965), guio a Tonga a una sustancial evolución económica y social.

## Clases
- Caballero/Dama de la Gran Cruz con Collar - (KGCCQS)
- Caballero/Dama Gran Cruz - (K/D.G.C.Q.S.)
- Caballero/Dama Comendador (K/D.CQS)
- Miembro (M.Q.S)

## Insignia
- La medalla consiste en una cruz maltesa esmaltada en azul y bordeada de plata, con los brazos de rosas de plata en la intersección. En el centro de la cruz hay un medallón de oro que representa la cara de tres cuartos de la reina Salote Tupou III de Tonga, todo rodeado por un anillo azul esmaltado rodeado de oro, escrito en el mismo color. la indicación en inglés "ORDER OF QUEEN SALOTE TUPOU III" ("Orden de la Reina Salote Tupou III"). La medalla se sostiene en la cinta con una corona de plata real de Tonga.
- La placa de ocupa las mismas decoraciones que la medalla, pero están montadas en una estrella de plata radiante con relieves en ocho brazos gruesos.
- La cinta es completamente azul.

## Destinatarios notables

### Destinatarios nacionales

#### Miembros de la Familia Real y de la nobleza
- Rey Tupou VI (18.03.2012 -) : Gran Maestro - Caballero Gran Cruz (31.7.2008)[3]
- Príncipe heredero Tupoutoʻa ʻUlukalalaː Caballero Gran Cruz (31.7.2008)[3]
- Siosaʻia Maʻulupekotofa Tuita: Caballero Gran Cruz (31.7.2008)[4]
- Princesa Mele Siuʻilikutapu: Dama Gran Cruz con Collar (31.7.2008)[3]
- Kinikinilau Tuto'atasi: Caballero Gran Cruz (31.7.2008)[3]
- Reina Nanasipauʻu Tukuʻahoː Dama Gran Cruz (30.6.2015)[3]
- Reina Madre Halaevalu Mataʻaho ʻAhomeʻe: Dama Gran Cruz[3]
- Princesa Salote Mafileʻo Pilolevu Tuita, Princesa Realː Dama Gran Cruz con Collar (31.7.2008)[3]
- La Honorable Titilupe Fanetupouvava'u Tuita Tu'ivakano: Dama Comendadora (31.7.2008)[5]

#### Personalidades destacadas
- Aisake Eke: Caballero Comendador (31.7.2008)[5]

### Destinatarios extranjeros
- Reina Isabel II del Reino Unido : Dama Gran Cruz (19.12.1953)[6]
- Rey Jigme Khesar Namgyel Wangchuck de Bután : Caballero Gran Cruz (14.5.2010)[7]
- Emperatriz Masako de Japón : Dama Gran Cruz (4.7.2015)[8]